# Gordonia alpestris
Gordonia alpestris är en tvåhjärtbladig växtart som först beskrevs av Carl Karl Wilhelm Leopold Krug och Urban, och fick sitt nu gällande namn av Hsüan Keng. Gordonia alpestris ingår i släktet Gordonia och familjen Theaceae. Inga underarter finns listade i Catalogue of Life.